# Aeroportul Regional Southwest Washington
Aeroportul Regional Southwest Washington (IATA: KLS, ICAO: KKLS, FAA LID: KLS) este un aeroport din Washington, Statele Unite ale Americii ce deservește zona Comitatul Cowlitz. Aeroportul a fost tranzitat în 2019 de 34 de pasageri.
Situat la o altitudine de 6 m, aeroportul dispune de 1 pistă.

## Infrastructură

### Piste
Aeroportul dispune de o singură pistă. Pista 12/30 are suprafața de asfalt și dimensiunile 4.391 picioare × 100 picioare. 